# Campeonato de Primera División 1934 (Argentina)
El Campeonato de Primera División 1934 fue el cuarto y último de la Primera División de Argentina organizado por la Liga Argentina de Football. Se desarrolló entre el 18 de marzo y el 23 de diciembre, con una modalidad particular y única: cada uno de los 14 clubes participantes debió disputar 39 partidos, en tres ruedas, las dos habituales de partido y revancha, y una tercera agregada, con un nuevo orden de partidos. El escaso número de participantes -el menor de toda la historia del profesionalismo, junto con el Campeonato de Primera División de 1963- se debió a que, por decisión de la Liga, al finalizar el torneo anterior se relegó a seis clubes, dos que directamente no pudieron participar de este certamen y otros cuatro que debieron fusionarse en dos nuevas entidades. 
El campeón fue el Club Atlético Boca Juniors, que se consagró con una fecha de anticipación, con un triunfo frente al Club Atlético Platense por 5 a 1, como local. 
Como fue usual en esta etapa, tampoco hubo descensos, ya que no existía una división de ascenso, dado que el concurso llamado de Segunda División fue disputado por el Quilmes Atlético Club y el Club Atlético Tigre, y las reservas de los 14 equipos que disputaron el torneo de Primera.
Por otra parte, casi sobre el final de la temporada, precisamente el día 3 de noviembre, se produjo la fusión de la Liga Argentina de Football con la Asociación Argentina de Football (Amateurs y Profesionales), para formar la Asociación del Football Argentino, que se constituyó así en la única entidad rectora del fútbol en Argentina.

## Relegamientos y fusiones
Tras la decisión de la Liga de reducir el número de equipos para permitir la disputa de una rueda extra que diera lugar a aumentar la cantidad de enfrentamientos entre los clubes poderosos, con la idea de incrementar los ingresos, la temporada 1934 sufrió modificaciones en los participantes con respecto a los tres  torneos anteriores, que habían sido jugados por los mismos 18 equipos. 
Para ello, Quilmes y Tigre, con el argumento de que fueron los que obtuvieron las menores recaudaciones en el año anterior, se vieron impedidos de participar en Primera y jugaron junto con las reservas de los demás equipos lo que constituyó el primer y único Campeonato de Segunda División de la Liga Argentina de Football. 
Además se crearon dos nuevas entidades futbolísticas al obligar a fusionarse a Lanús con Talleres, y a Atlanta con Argentinos Juniors. Estas fusiones se limitaron al orden futbolístico, no así al institucional, y fueron tan efímeras que la última mencionada sólo duró hasta el 19 de septiembre, luego de la disputa de la 25.a fecha, debido a problemas administrativos en el seno del club Atlanta, el que fue intervenido y la unión que formaba desafiliada. A partir de ahí, terminó el certamen como Argentinos Juniors. Asimismo, los seis equipos volvieron a participar independientemente en el siguiente torneo de primera y se creó una nueva segunda división.

## Equipos
| Equipo                           | Ciudad                       |
| -------------------------------- | ---------------------------- |
| Unión Atlanta-Argentinos Juniors | Buenos Aires                 |
| Boca Juniors                     | Buenos Aires                 |
| Chacarita Juniors                | Buenos Aires                 |
| Estudiantes                      | La Plata                     |
| Ferro Carril Oeste               | Buenos Aires                 |
| Gimnasia y Esgrima               | La Plata                     |
| Huracán                          | Buenos Aires                 |
| Independiente                    | Avellaneda                   |
| Platense                         | Buenos Aires                 |
| Racing Club                      | Avellaneda                   |
| River Plate                      | Buenos Aires                 |
| San Lorenzo                      | Buenos Aires                 |
| Unión Lanús-Talleres             | Lanús y Remedios de Escalada |
| Vélez Sarsfield                  | Buenos Aires                 |

### Distribución geográfica de los equipos
| Región                 | Cant. | Equipos |
| ---------------------- | ----- | --- |
| Ciudad de Buenos Aires | 9     | Boca Juniors, Chacarita Juniors, Ferro Carril Oeste, Huracán, Platense, River Plate, San Lorenzo, Unión Atlanta-Argentinos Juniors y Vélez Sarsfield |
| Conurbano bonaerense   | 3     | Independiente, Racing Club y Unión Lanús-Talleres |
| Ciudad de La Plata     | 2     | Estudiantes y Gimnasia y Esgrima |

## Tabla de posiciones final
| Pos. | Equipo                     | Pts. | PJ | PG | PE | PP | GF  | GC  | Dif. |
| ---- | -------------------------- | ---- | -- | -- | -- | -- | --- | --- | ---- |
| 1.º  | Boca Juniors               | 55   | 39 | 23 | 9  | 7  | 101 | 62  | 39   |
| 2.º  | Independiente              | 54   | 39 | 23 | 8  | 8  | 73  | 41  | 32   |
| 3.º  | San Lorenzo                | 51   | 39 | 22 | 7  | 10 | 84  | 63  | 21   |
| 4.º  | River Plate                | 50   | 39 | 23 | 4  | 12 | 91  | 44  | 47   |
| 5.º  | Estudiantes (LP)           | 44   | 39 | 17 | 10 | 12 | 70  | 56  | 14   |
| 6.º  | Racing Club                | 43   | 39 | 18 | 7  | 14 | 83  | 64  | 19   |
| 7.º  | Platense                   | 43   | 39 | 16 | 11 | 12 | 70  | 74  | −4   |
| 8.º  | Vélez Sarsfield            | 41   | 39 | 16 | 9  | 14 | 80  | 70  | 10   |
| 9.º  | Gimnasia y Esgrima (LP)    | 38   | 39 | 14 | 10 | 15 | 82  | 86  | −4   |
| 10.º | Huracán                    | 37   | 39 | 14 | 9  | 16 | 59  | 67  | −8   |
| 11.º | Chacarita Juniors          | 34   | 39 | 13 | 8  | 18 | 63  | 74  | −11  |
| 12.º | Unión Lanús-Talleres (RdE) | 27   | 39 | 8  | 11 | 20 | 50  | 81  | −31  |
| 13.º | Ferro Carril Oeste         | 20   | 39 | 6  | 8  | 25 | 51  | 100 | −49  |
| 14.º | Argentinos Juniors         | 9    | 39 | 2  | 5  | 32 | 38  | 113 | −75  |

## Goleadores
| Jugador              | Jugador             | Goles | Equipo                  |
| -------------------- | ------------------- | ----- | ----------------------- |
| Bandera de Argentina | Evaristo Barrera    | 34    | Racing Club             |
| Bandera de Argentina | Agustín Cosso       | 33    | Vélez Sarsfield         |
| Bandera de Argentina | Bernabé Ferreyra    | 30    | River Plate             |
| Bandera de Argentina | Arturo Naón         | 25    | Gimnasia y Esgrima (LP) |
| Bandera de Argentina | Herminio Masantonio | 23    | Huracán                 |